# 头与头发
《头与头发》（英語：The Head and The Hair）是美国情景喜剧《我为喜剧狂》第1季的第11集，由剧集主创人、执行制片人、女主演蒂娜·菲和助理执行制片人約翰·瑞吉编剧，盖尔·曼库索执导，2007年1月18日通过全国广播公司在美国首播。客串出演本集的演员包括卡特里娜·宝登、克雷格·卡斯塔尔多、皮特·赫尔曼、布赖恩·麦肯、约翰·麦肯罗、马里克·潘考利、凯斯·鲍威尔和朗尼·罗斯。
在这一集中，全国广播公司电视节目《与崔西·乔丹》的首席编剧丽兹·莱蒙（蒂娜·菲饰）和节目女演员简娜·玛隆妮（Jenna Maroney，简·科拉克斯基饰）由于搭乘电梯时经常遇到两名男子，而对他们产生了浓厚的兴趣。与此同时，公司副总裁杰克·唐纳吉（Jack Donaghy，亚历克·鲍德温饰）和杂工跟班肯尼斯·帕塞尔（Kenneth Parcell，杰克·麦克布瑞尔饰）各自从事对方的工作一天，而《与崔西·乔丹》的头号明星崔西·乔丹（Tracy Jordan，崔西·摩根饰）请剧组的两位编剧，弗兰克·罗斯塔诺（Frank Rossitano，贾达·弗雷德兰德饰）和图弗·斯帕洛克与自己在一天的时间内写出一部自传。
《头与头发》获得了电视评论员较为正面的评价。根据尼尔森收视率调查的数据，这一集在美国首播时有约500万户家庭观看，在18-49岁年龄段人群中获得了2.4 / 6的收视率。

## 剧情
丽兹·莱蒙和简娜·玛隆妮在电视台的电梯里经常遇到两个男子，并且分别对其中一人产生了兴趣。由于不知道他们的名字，丽兹和简娜以“头”和“头发”来称呼两人。与简娜商议后，丽兹决定邀请“头”出去约会。然而路上她遇到了“头发”，后者名叫格瑞并邀请她出去约会。丽兹同意了，并与他一起出席一家餐馆的开幕式。可是丽兹在格瑞身边感到有些不自在，觉得自己似乎不应该和这种类型的男生在一起。她想回家，但还是说服自己再呆久一点。次日，丽兹在格瑞的公寓里发现自己姑婆的照片，原来两人居然是亲戚。
崔西·乔丹突然想起自己以前和出版商签订了自传出版协议，但一直到截止日期前一天还一字未写，于是他在《与崔西·乔丹》的编剧办公室里发作了，请求弗兰克·罗斯塔诺和图弗·斯帕洛克两位编剧帮助自己按时完成，对方同意了。不过有个问题：崔西对自己以往的经历都记不得多少了，于是他们打开维基百科寻找答案。他们不停地写啊写，一直到崔西突然想起来，原来自己根本没有和什么出版社签订协议，于是一切都哑然而止。
公司副总裁杰克·唐纳吉和电视台杂工跟班肯尼斯·帕塞尔按照某种传统需要对调工作一天，杰克要做一工作日的杂工跟班，而肯尼斯则可以当一天的副总裁，据说这样的传统可以让领导层更好地完成将来的管理工作。这天肯尼斯告诉杰克自己想到的一个游戏节目点子，名叫《金箱子》（Gold Case），就是让多位模特儿各自拿着一个手提箱，其中一个装有大量的黄金，参赛选手必须准确地猜出哪一个箱子里装有黄金。杰克听后很满意并帮肯尼斯把这个方案卖给了全国广播公司。电视节目《金箱子》开始进入制作，由约翰·麦肯罗主持。可由于黄金很重，模特儿拿上手上很吃力，所以参赛者几乎立刻就能猜中目标，由于每个参赛者都能“赢”，因此节目也就很快被取消了。

## 制作

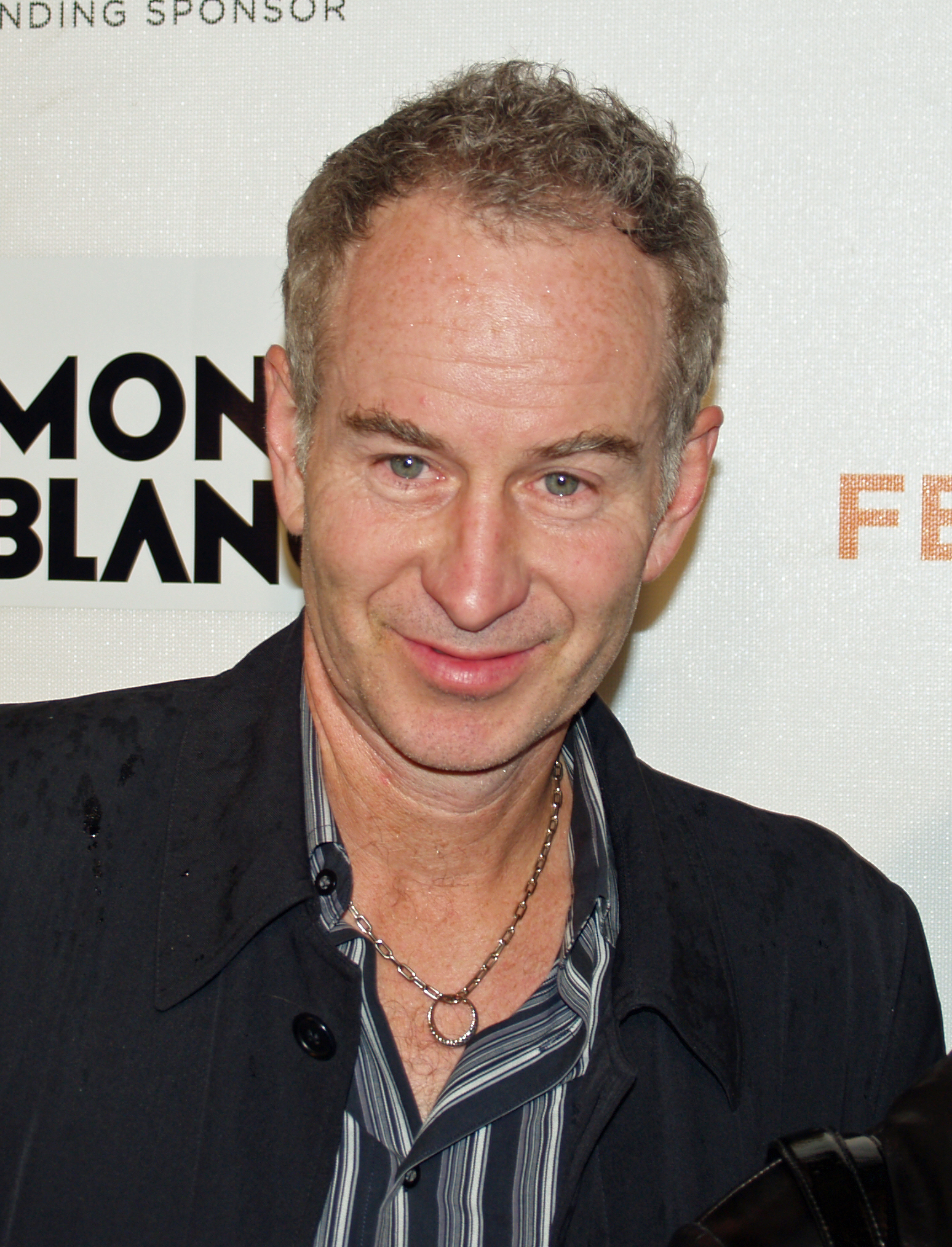
约翰·麦肯罗以自己的真实身份出镜，并在节目中主持一个游戏节目《金箱子》。

《头与头发》由《我为喜剧狂》的主创人、执行制片人和女主演蒂娜·菲以及助理执行制片人约翰·瑞吉编剧，盖尔·曼库索出任导演。这是菲和瑞吉首次合作编写剧本，他们之后还将在第3季中再次合作。《头与头发》于2007年1月18日通过全国广播公司在美国首播，是《我为喜剧狂》第1季的第11集。
这一集中有男演员布赖恩·麦肯和皮特·赫尔曼客串出镜，两人分别出演“头”和“头发”。前职业网球运动员约翰·麦肯罗以自己的真实身份登场，主持了一个名叫《金箱子》的游戏节目。麦肯罗之后还将于2008年11月20日客串出现在另一集《我为喜剧狂》中。此外，克雷格·卡斯塔尔多也在本集节目中出演了一个名叫蒙韦斯特的男子，肯尼斯在节目中告诉他自己想到了一个游戏节目的点子，而蒙韦斯特的回答是“把你的手指甲给我”（Give me your fingernails）。
《头与头发》中有一段拍摄出的镜头没有在电视上播出，不过包含在《我为喜剧狂》第1季的DVD里，是特别花絮中删除镜头的一部分。在这场戏中，《与崔西·乔丹》制片人皮特·霍恩伯格（Pete Hornberger，斯科特·安第斯饰）因为有人没有按分类扔垃圾而感到不快。杰克这时正和肯尼斯交换工作，他向皮特道歉，表示自己把纸扔错了垃圾桶。于是皮特要求这位“杂工跟班”马上用手把所有的垃圾重新分类。

## 文化参照
在本集的一个镜头里，肯尼斯身处新闻主播布莱恩·威廉姆斯的更衣室。肯尼斯在那里清理出一些写着的涂鸦，这指的是资深新闻主播凯蒂·库瑞克。威廉姆斯之后还出现在《我为喜剧狂》第3季中，其中崔西要面对索要电话的人时给出的是威廉姆斯的电话，而不是自己的号码，他之后还将出现在第4季的第4集《试镜日》里，到《与崔西·乔丹》节目组参加演员试镜。而到了第4季的第14集《将来的丈夫》里，威廉姆斯也有出场，在节目中作为《NBC晚间新闻》的主持人告诉CNBC工作人员节目的一些“规矩”。
《我为喜剧狂》中经常提到《星際大戰》，《试播集》就有崔西·乔丹大喊自己是绝地武士的桥段。丽兹·莱蒙也表示自己是《星際大戰》的死忠粉丝，还说自己和老朋友皮特·霍恩伯格（Pete Hornberger）一起看过很多次，并且还曾多次在万圣节时打扮成莉亞公主的形象。崔西·乔丹还曾采用丘百卡的身份，这也是《星際大戰》中的角色。在《头与头发》中，丽兹告诉简娜“头”有约自己出去，并表示“我只能答应，他用那种帅哥型的眼神看着我，就像是死星遇上千年隼号一样......”这时简娜打断她说“丽兹你快停下，别用你那个时代的语句和我说话，那样的男人才不会喜欢什么《星际旅行》”，丽兹马上纠正道：“是《星際大戰》！”蒂娜·菲也是《星際大戰》的粉丝，她表示节目中每周一次有关《星際大戰》的笑话“已经开始很自然地出现了”，因为剧组都意识到他们“几乎每个节目中”都会有一个这样的笑话。菲表示这已经成了他们“试图保持下去的一种传统”，虽然不能保证每一集都有一个，但还是有着“相当高的安打率”。菲认为这其中大部分的功劳属于“常驻专家”罗伯特·卡洛克。

## 反响
根据尼尔森收视率调查的数据，《头与头发》在美国首播时有约500万户家庭观看，在18-49岁年龄段人群中收获了2.4 / 6的收视率，这个数字意味着全美所有18-49岁年龄段人群中有2.4%观看了这集节目，而在当时有看电视的该年龄段观众群里则有6%选择收看《头与头发》，与上一集《乡村陪审员》首播时610万户家庭观看的成绩相比有明显下降。
这集节目获得了电视评论员较为正面的评价。《明星纪事报》电视专栏作家阿兰·塞平沃尔（Alan Sepinwall）认为《我为喜剧狂》的第一季播放到一半时已经取得了飞跃。他觉得崔西的故事“总体上是个哑弹”，但由于另外两条主线非常有趣所以影响也不大。塞平沃尔对《头与头发》的评价是“精彩”。美国在线电视小队的朱丽亚·沃德（Julia Ward）对这集中亚历克·鲍德温扮演的杰克感到满意，指出他知道如何通过一个简单的姿势或停顿把一些非常有趣的内容表现出来。沃德还认为这一集中最有趣的部分是简娜和丽兹购买饮品，还称赞了肯尼斯一角的表现“非常出色”，觉得“他是这个节目最可爱的人物之一”。IGN网站的罗伯特·坎宁认为把杰克和肯尼斯配对的点子真是太棒了，称赞《头与头发》是继《相亲》以来肯尼斯表现最出色的一集。坎宁也评价这是丽兹“至今表现最好的一集”，对剧中她和“头”的交往感觉很不错。坎宁最终给予《头与头发》的评价为8（最高为10）。电视指南的马特·米托维奇也对这一集的表现感到满意。